# Scottocalanus backusi
Scottocalanus backusi is een eenoogkreeftjessoort uit de familie van de Scolecitrichidae. De wetenschappelijke naam van de soort is voor het eerst geldig gepubliceerd in 1969 door Grice.